# Тейлор, Грег
Грег Джон Те́йлор (англ. Greg John Taylor; род. 5 ноября 1997, Гринок) — шотландский футболист, защитник клуба «Селтик» и сборной Шотландии. Участник двух чемпионатов Европы 2020 и 2024 годов.

## Клубная карьера
Тейлор — воспитанник клубов «Рейнджерс» и «Килмарнок». 14 мая 2016 года в матче против «Данди Юнайтед» он дебютировал шотландской Премьер-лиге в составе последнего. 30 марта 2019 года в поединке против «Гамильтон Академикал» Грег забил свой первый гол за «Килмарнок». Летом того же года Тейлор перешёл в «Селтик», подписав контракт на 4 года. 30 октября в матче против «Сент-Миррен» он дебютировал за новую команду. 18 августа 2020 года в поединке квалификации Лиги чемпионов против исландского «Рейкьявика» Грег забил свой первый гол за «Селтик». В том же году он стал чемпионом и завоевал Кубок Шотландии.

## Карьера в сборной
11 июня 2019 года в отборочном матче чемпионата Европы 2020 против сборной Бельгии Тейлор дебютировал за сборную Шотландии.
В 2021 году Грег принял участие в чемпионате Европы. На турнире он был запасным и на поле не вышел.
В 2024 году Грег принял участие в чемпионате Европы  в Германии. На турнире он был запасным и на поле не вышел.

## Достижения
Командные
 «Селтик»
- Победитель шотландской Премьер-лиги (4) — 2019/20, 2021/2022, 2022/2023, 2023/2024
- Обладатель Кубка Шотландии (3) — 2019/20, 2022/2023, 2023/24
- Обладатель Кубка шотландской лиги (2) — 2021/2022, 2022/23